# Jagadanandapur
Jagadanandapur è una suddivisione dell'India, classificata come census town, di 20.470 abitanti, situata nel distretto di Nadia, nello stato federato del Bengala Occidentale. In base al numero di abitanti la città rientra nella classe III (da 20.000 a 49.999 persone).

## Geografia fisica
La città è situata a 23° 36' 52 N e 88° 23' 30 E.

## Società

### Evoluzione demografica
Al censimento del 2001 la popolazione di Jagadanandapur assommava a 20.470 persone, delle quali 10.469 maschi e 10.001 femmine. I bambini di età inferiore o uguale ai sei anni assommavano a 2.022, dei quali 1.037 maschi e 985 femmine. Infine, coloro che erano in grado di saper almeno leggere e scrivere erano 15.586, dei quali 8.476 maschi e 7.110 femmine.